# Star Wars: A klónok háborúja (film)
A Star Wars: A klónok háborúja (eredeti cím: Star Wars: The Clone Wars) egy 2008-as amerikai számítógép-animációs tudományos-fantasztikus film. Ez az első moziforgalmazásba került Star Wars-film a 2005-ös A Sith-ek bosszúja óta (összesítésben a nyolcadik), s egyben az első animációs is. Az észak-amerikai forgalmazásért a Warner Bros. felel: első ízben fordul elő, hogy nem a 20th Century Fox mutat be egy Csillagok háborúja produkciót.
A film világpremierje 2008. augusztus 10-én volt a houstoni űrközpontban, a mozikba pedig öt nappal később került az Amerikai Egyesült Államokban és Kanadában, míg Magyarországon 2008. szeptember 18-án mutatta be (magyar szinkronnal) az InterCom.
A film sorozatban folytatódik.

## Történet
|  | Alább a cselekmény részletei következnek! |

A klónok háborúja cselekménye a Star Wars II. rész: A klónok támadása és a Star Wars III. rész: A Sith-ek bosszúja eseményei között zajlik.
A történet szerint dúl a polgárháború (ld. klónháború) a Szeparatista Rendszerek Konföderációja és a Galaktikus Köztársaság között. A kaotikus helyzetben a gengsztervezér, Jabba csecsemőkorú fiát, Rottát („Pufit”) ismeretlen személyek elrabolják, Jabba pedig, miután minden erőfeszítése kudarcot vall, hogy megtalálja, segítséget kér a Köztársaság Szenátusától. A helyzet nagyon kényes: ha sikerül a mentőakció, és Rotta élve előkerül, akkor Jabba ígérete szerint megnyitja az általa ellenőrzött hiperűrutakat a köztársasági flotta előtt, amely tetemes előnyhöz juttatná őket a háborúban. Azonban, ha az akció nem sikerül, akkor Jabba átadja a megbízást a szakadároknak. Az is nyilvánvaló, hogy ha Rotta komolyan megsérül a mentőakció során, akkor Jabba haragjában valószínűleg beszáll a háborúba a köztársaság ellen.
A Jedi-tanács mégis vállalja a kihívást, és Anakin Skywalkert és Obi-Wan Kenobit bízza meg Rotta megmentésével. Yoda és Obi-Wan Kenobi Anakin mellé adják Ahsoka Tanót („Szájas”) tanítványként, akit a Jedi eleinte vonakodva fogad. Közben a szakadárok sem tétlenkednek: Dooku gróf beveti csatlósait, köztük Asajj Ventresst, hogy akadályozzák meg a Jediket a Hutt kiszabadításában – végső esetben öljék meg a csecsemőt. Dooku közben megpróbálja elhitetni az eszeveszetten aggódó és ezért minden szalmaszálba belekapaszkodó Jabbával, hogy a Jedik állnak az emberrablók mögött.
|  | Itt a vége a cselekmény részletezésének! |

## Szereplők
| Szereplő                        | Eredeti hang             | Magyar hang      | Leirás |
| ------------------------------- | ------------------------ | ---------------- | --- |
| Anakin Skywalker                | Matt Lanter              | Moser Károly     | Korábbi Jedi padawan, akit a közelmúltban Jedi lovaggá léptették elő, és a Köztársaság hadseregének tábornoka, aki az 501-es légiót vezeti.      |
| Ahsoka Tano                     | Ashley Eckstein          | Molnár Ilona     | Anakin újdonsült Padawan tanítványa és az 501-es Légió parancsnoka.                                                                              |
| Obi-Wan Kenobi                  | James Arnold Taylor      | Anger Zsolt      | Jedi mester, Anakin mentora és a Köztársaság tábornoka, aki a 212-es Támadózászlóaljat vezeti.                                                   |
| 4A-7                            | James Arnold Taylor      | Kossuth Gábor    | A Teth-i B'omarr kolostor gondnoka, akiről később kiderül hogy a Szeparatistákkal van.                                                           |
| Padmé Amidala                   | Catherine Taber          | Zsigmond Tamara  | A Naboo bolygó szenátora és Anakin felesége. |
| Yoda                            | Tom Kane                 | Versényi László  | Jedi nagymester és a Jedi Nagytanács vezetője.                                                                                                   |
| Narrátor                        | Tom Kane                 | Tarján Péter     | A film narrátora, és később a sorozaté is. |
| Wullf Yularen                   | Tom Kane                 | Bartók László    | A Köztársasági Haditengerészet egyik admirálisa, akit Anakinhoz rendeltek.                                                                       |
| Rex százados                    | Dee Bradley Baker        | Berzsenyi Zoltán | Az 501-es Légió századosa. |
| Cody parancsnok                 | Dee Bradley Baker        | Berzsenyi Zoltán | A 212-es Támadózászlóalj parancsnoka. |
| Klónkatonák                     | Dee Bradley Baker        | Berzsenyi Zoltán | Jango Fett DNS-e alapján készült klón katonái a Köztársaságnak.                                                                                  |
| Dooku gróf / Darth Tyranus      | Christopher Lee          | Szilágyi Tibor   | Egy sith nagyúr és a Szeparatista bábvezére. |
| Mace Windu                      | Samuel L. Jackson        | Kőszegi Ákos     | Jedi mester, a Jedi nagytanács vezető tagja és a Köztársaság tábornoka.                                                                          |
| C-3PO                           | Anthony Daniels          | Józsa Imre       | Anakin protokolldroidja. |
| R2-D2                           | Droid                    | Eredeti hang     | Anakin asztromech droidja. |
| Asajj Ventress                  | Nika Futterman           | Varga Klára      | Sith bérgyilkos, egykori Jedi és Dooku gróf tanítványa.                                                                                          |
| Sheev Palpatine / Darth Sidious | Ian Abercrombie          | Gruber Hugó      | A Galaktikus Köztársaság Főkancellárja, aki titokban egy nagyerejű Sith nagyúr, Dooku gróf mestere, és a klónok háborúja mögött álló ötletgazda. |
| Ziro, a hutt                    | Corey Burton             | Holl Nándor      | Jabba nagybátyja és a Hutt klán tagja, aki titokban Dooku gróffal és a Szeparatistákkal áll kapcsolatban.                                        |
| Loathsom tábornok               | Corey Burton             | Bolla Róbert     | A Christophsist elfoglaló Szeparatista droid hadsereg parancsnoka                                                                                |
| Jabba, a hutt                   | Kevin Michael Richardson | Eredeti hang     | Egy erős és hírhedt bűnöző vezér, a Hutt klán vezetője és Rotta apja.                                                                            |
| Rotta, a hutt / Büdüske         | David Acord              | Eredeti hang     | Jabba fia. |
| Rohamdroidok                    | Matthew Wood             | Molnár Levente   | a Szeparatistákat szolgáló droid hadsereg. |

## Háttér
A film bevezetőként szolgál egy hetente jelentkező animációs televíziós sorozathoz, amely ugyanezen címet viseli (Magyarországon több tv-csatorna, mint pl. a Cartoon Network sugározta ).
Az egész estés film koncepciója akkor öltött fel George Lucasban, mikor a sorozat néhány epizódját a nagyvásznon nézte végig: „Ez annyira csodás, miért nem csinálunk a stábbal egy mozifilmet?” – vetette fel a Star Wars-univerzum atyja. A film számítógéppel alkotott animációs megjelenése az animékre emlékeztető, s néhány színész az eredeti, élő szereplős produkciókból itt is közreműködik hangjával, így Anthony Daniels, Matthew Wood, Christopher Lee és Samuel L. Jackson. Nick Jameson, aki Palpatine / Darth Sidius hangját szolgáltatta a korábbi Star Wars-rajzfilmsorozatban és több videójátékban, ezúttal nem tér vissza, ahogy Hayden Christensen és Ewan McGregor sem.

## Érdekességek
A film folytatását képező animációs sorozat egyik epizódjában kiderül, hogy a Sithek mellett Ziro, a hutt, Jabba bácsikája volt a gyermekrablás fő bűntársa.

## Lásd még
A Csillagok háborúja dátumai